# Ailloncourt
Ailloncourt ist eine Gemeinde im französischen Département Haute-Saône in der Region Bourgogne-Franche-Comté.

## Geographie
Ailloncourt liegt auf einer Höhe von 282 m über dem Meeresspiegel, sieben Kilometer südlich von Luxeuil-les-Bains und etwa 23 Kilometer nordöstlich der Stadt Vesoul (Luftlinie). Das Dorf erstreckt sich im nördlichen Teil des Departements, am südlichen Rand der Ebene von Luxeuil, an der Lanterne.
Die Fläche des 9,29 km² großen Gemeindegebiets umfasst einen Abschnitt der Ebene von Luxeuil. Der Hauptteil des Gebietes wird von dieser Alluvialebene eingenommen, die durchschnittlich auf 275 m liegt. Wichtigstes Fließgewässer ist die Lanterne, die das Gebiet von Osten nach Westen durchquert und für die Entwässerung zur Saône sorgt. Bei Ailloncourt nimmt sie von links den Ruisseau de Perchie auf. Landwirtschaftliche Nutzung herrscht in dieser Ebene vor.
Nach Nordosten reicht das Gebiet mit einem schmalen Zipfel über die Ebene in die ausgedehnten Waldungen von Grand Bois und Vay de Brest. Es gibt hier verschiedene Weiher, von denen die meisten aufgestaut wurden und zur Fischzucht dienen, darunter der Grand Étang. Südwestlich des Dorfes steigt das Gelände zunächst sehr langsam an zu einem Plateau, das aus Muschelkalk der mittleren Trias besteht. Ganz im Südwesten leitet eine Geländestufe zur bewaldeten Hochfläche des Mont d'Ahie über, auf dem mit 450 m die höchste Erhebung von Ailloncourt erreicht wird. Diese Höhe ist aus einer Wechsellagerung von kalkigen und sandig-mergeligen Sedimenten aufgebaut, die während des Lias (Unterjura) abgelagert wurden.
Nachbargemeinden von Ailloncourt sind La Chapelle-lès-Luxeuil und Esboz-Brest im Norden, Citers im Osten, Dambenoît-lès-Colombe, Genevrey und Betoncourt-lès-Brotte im Süden sowie Brotte-lès-Luxeuil im Westen.

## Geschichte
Das Gebiet um Ailloncourt war schon sehr früh bewohnt, wovon Überreste eines gallorömischen Siedlungsplatzes zeugen. Erstmals urkundlich erwähnt wird Ailloncourt im Jahr 1144. Im Mittelalter gehörte Ailloncourt zur Freigrafschaft Burgund und darin zum Gebiet des Bailliage d’Amont. Die lokale Herrschaft hatten die Herren von Luxeuil inne. Zusammen mit der Franche-Comté gelangte das Dorf mit dem Frieden von Nimwegen 1678 definitiv an Frankreich. Heute ist Ailloncourt Mitglied des 14 Ortschaften umfassenden Gemeindeverbandes Communauté de communes des Franches-Communes.

## Sehenswürdigkeiten
Die Kirche St-Eusèbe wurde im 18. Jahrhundert neu erbaut. Zur bemerkenswerten Ausstattung gehören eine Madonnenstatue aus dem 17. Jahrhundert sowie Altäre, Kanzel und Statuetten aus dem 18. Jahrhundert.
Der Ortskern ist geprägt durch verschiedene Häuser aus dem 18. und 19. Jahrhundert, die den traditionellen Stil der Haute-Saône zeigen. Zu den weiteren Sehenswürdigkeiten zählen eine ehemalige Wassermühle, ein großer halbkreisförmiger Brunnen und mehrere Kalvarienberge.

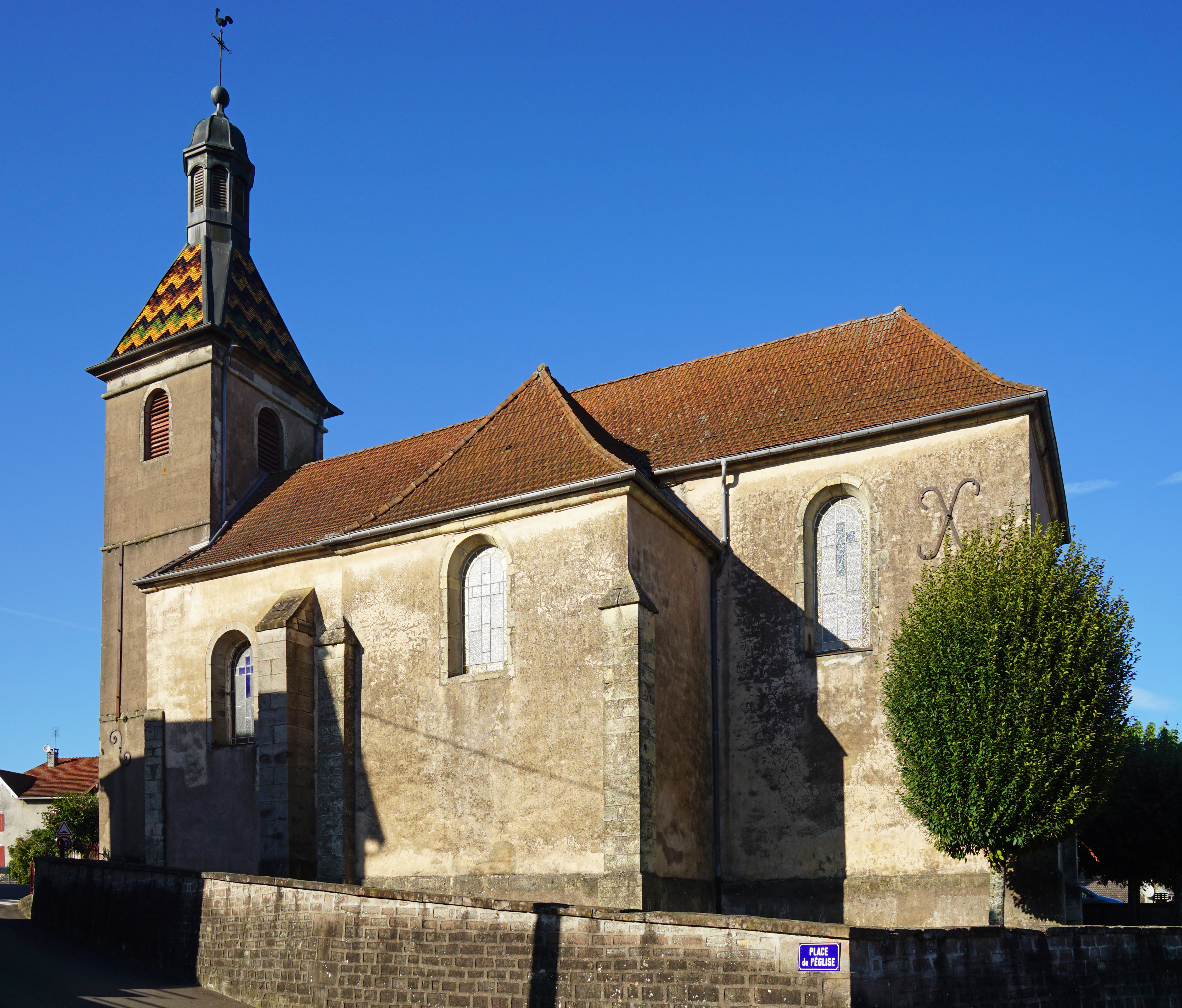
Kirche Saint-Eusèbe
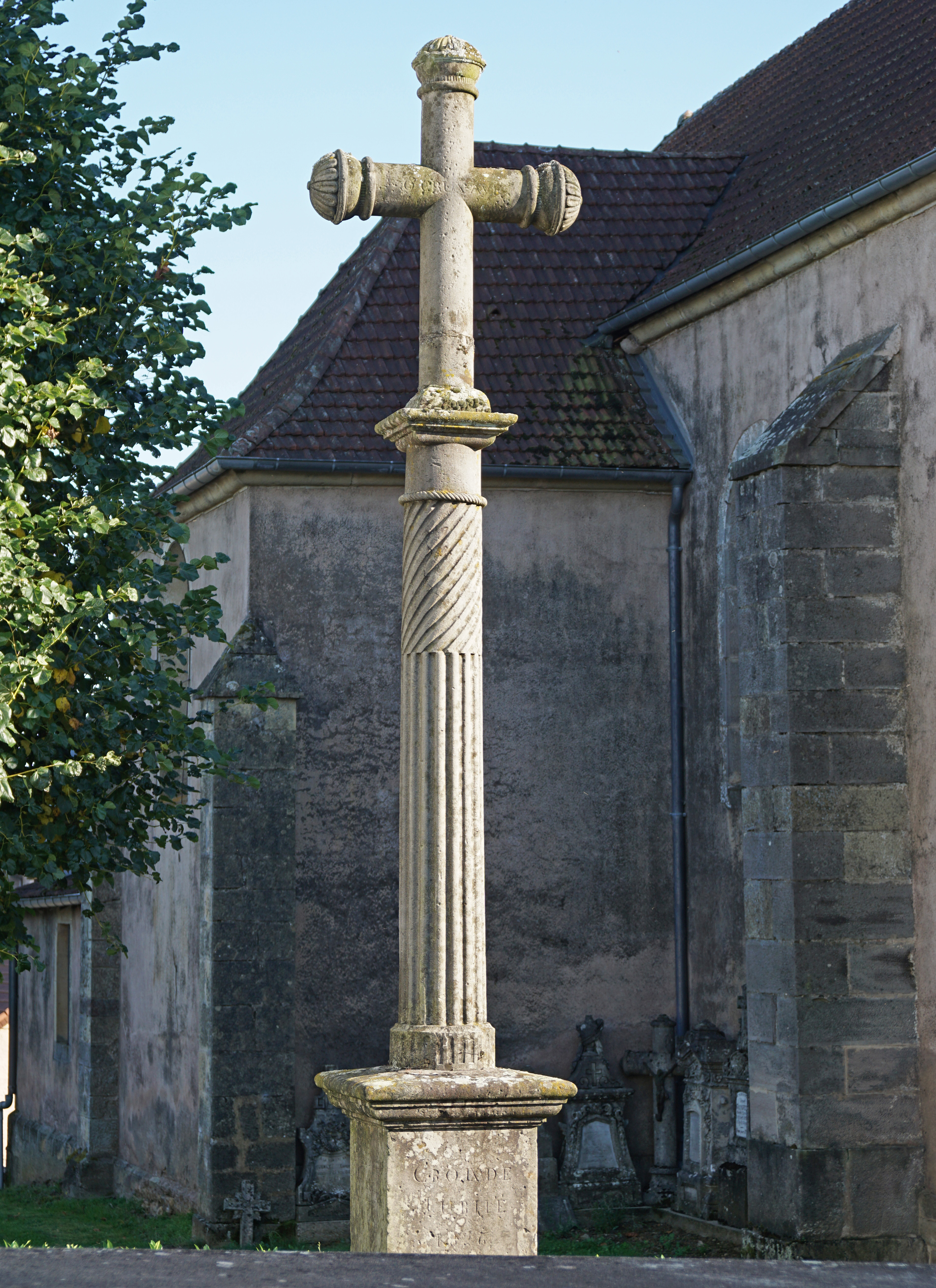
Monumentalkreuz vor der Kirche
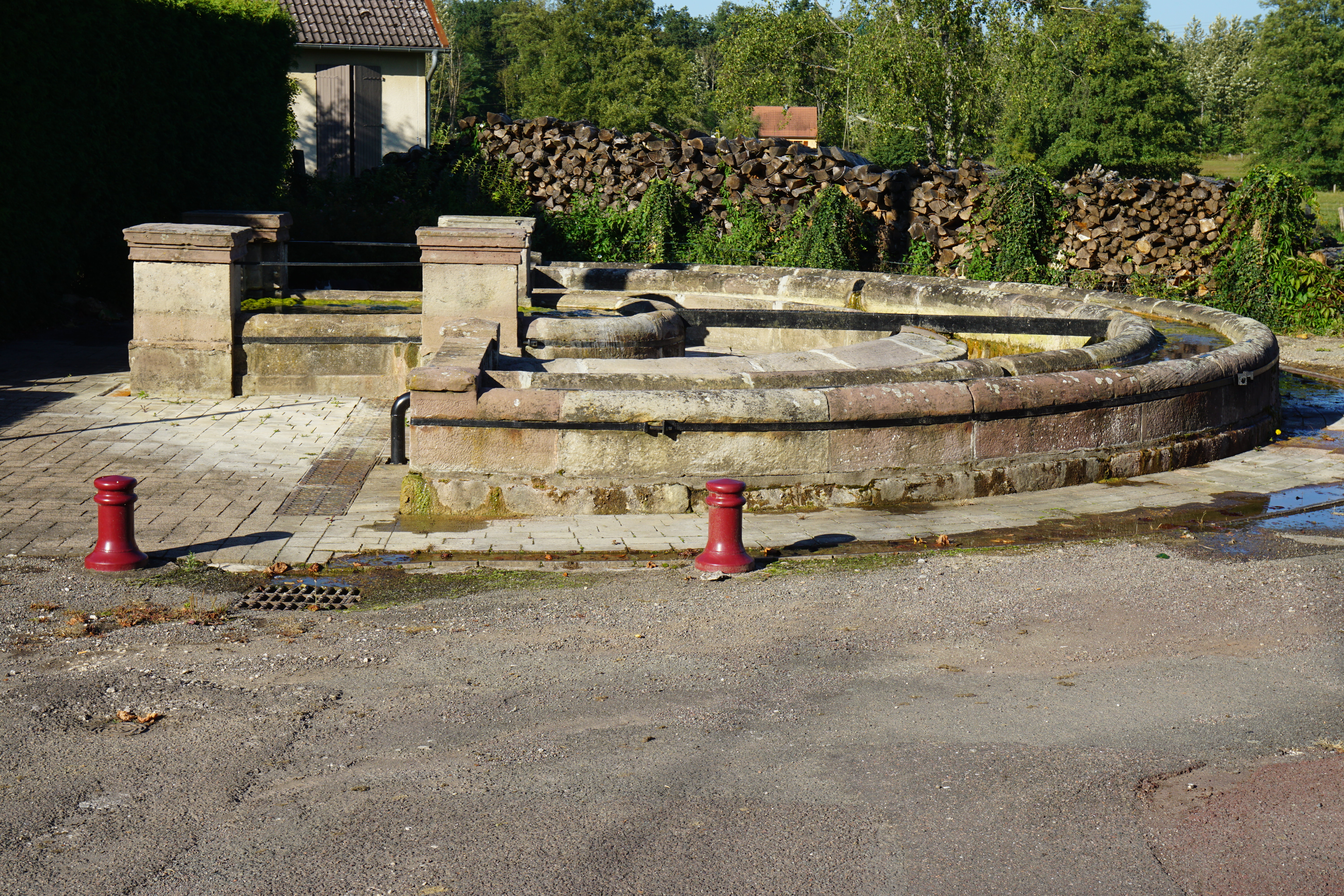
Lavoir

## Bevölkerung
| Jahr                       | 1962 | 1968 | 1975 | 1982 | 1990 | 1999 | 2006 |
| Einwohner                  | 215  | 198  | 151  | 223  | 225  | 224  | 281  |
| Quellen: Cassini und INSEE |      |      |      |      |      |      |      |

Mit 306 Einwohnern (1. Januar 2022) gehört Ailloncourt zu den kleinen Gemeinden des Département Haute-Saône. Nachdem die Einwohnerzahl in der ersten Hälfte des 20. Jahrhunderts deutlich abgenommen hatte (1881 wurden noch 405 Personen gezählt), wurde seit Mitte der 1970er Jahre wieder ein kontinuierliches Bevölkerungswachstum verzeichnet.

## Wirtschaft und Infrastruktur
Ailloncourt war bis weit ins 20. Jahrhundert hinein ein vorwiegend durch die Landwirtschaft (Ackerbau, Obstbau und Viehzucht), die Forstwirtschaft und die Fischzucht geprägtes Dorf. Heute gibt es einige Betriebe des lokalen Kleingewerbes. In den letzten Jahrzehnten hat sich das Dorf zu einer Wohngemeinde gewandelt. Viele Erwerbstätige sind deshalb Wegpendler, die in den größeren Ortschaften der Umgebung ihrer Arbeit nachgehen.
Die Ortschaft liegt abseits der größeren Durchgangsachsen an einer Departementsstraße, die von Citers nach Brotte-lès-Luxeuil führt. Weitere Straßenverbindungen bestehen mit Saint-Sauveur und Dambenoît.